# Hercule Berzet
Pour les articles homonymes, voir Berzet.
Hercule Berzet (ou en italien Ercole Berzetti di Buronzo), originaire de Buronzo (Piémont) et mort en 1686, est un ancien soldat, prélat du XVIIe siècle, évêque de Maurienne (1658-1686).

## Biographie
Hercule Berzet ou Ercole Berzetti en italien — Angley donne une forme mixte Hercules Berzetti — est originaire du Piémont, issu de la famille noble des comtes de Buronzo. Besson et Angley précisent qu'il descend ainsi des « anciens comtes de Byzance »,.
Il entame une carrière ecclésiastique. « Outre le titre de prélat domestique d'Alexandre VII et d'assistant au trône pontifical qu'il prenait ordinairement, il se qualifiait [nous dit Angley] encore de patrice et sénateur perpétuel de la ville de Rome ».
Il est nommé le 6 mai 1658 à la tête du siège de Maurienne. Le siège de Saint-Jean-de-Maurienne avait été vacant durant deux années à la suite de la disparition de Paul Milliet. Hercule Berzet début sa visite pastorale durant l'année 1674 et consacre de nombreuses églises de la vallée. Les différentes sources le concernant nous indique qu'il jeunait le vendredi, imposant cette pratique à l'ensemble de sa maison
Il est à l'origine de la restauration de nombreuses églises : Valloire, Termignon, Albanne, Fontcouverte.
Hercule Berzet meurt le 4 mars 1686.

## Armoiries épiscopales
Ses armoiries, que l'on retrouve dans l'église de Valloire, se blasonnent avec un Lion de Némée — en lien avec son prénom ? — de sable et d'argent, lampassé de gueule.
Son sceau est constitué d'un personnage « sur siège face à la chaire ».